# حديقة أرم
حديقة أرم هي عبارة عن حديقة من حدائق مدينة شيراز تحوي جميع أنواع الأشجار بالعالم بألوانها وأشكالها الغريبة. ويوجد بها قصر للشاه، وبركة صناعية بها أسماك.

## Gallery

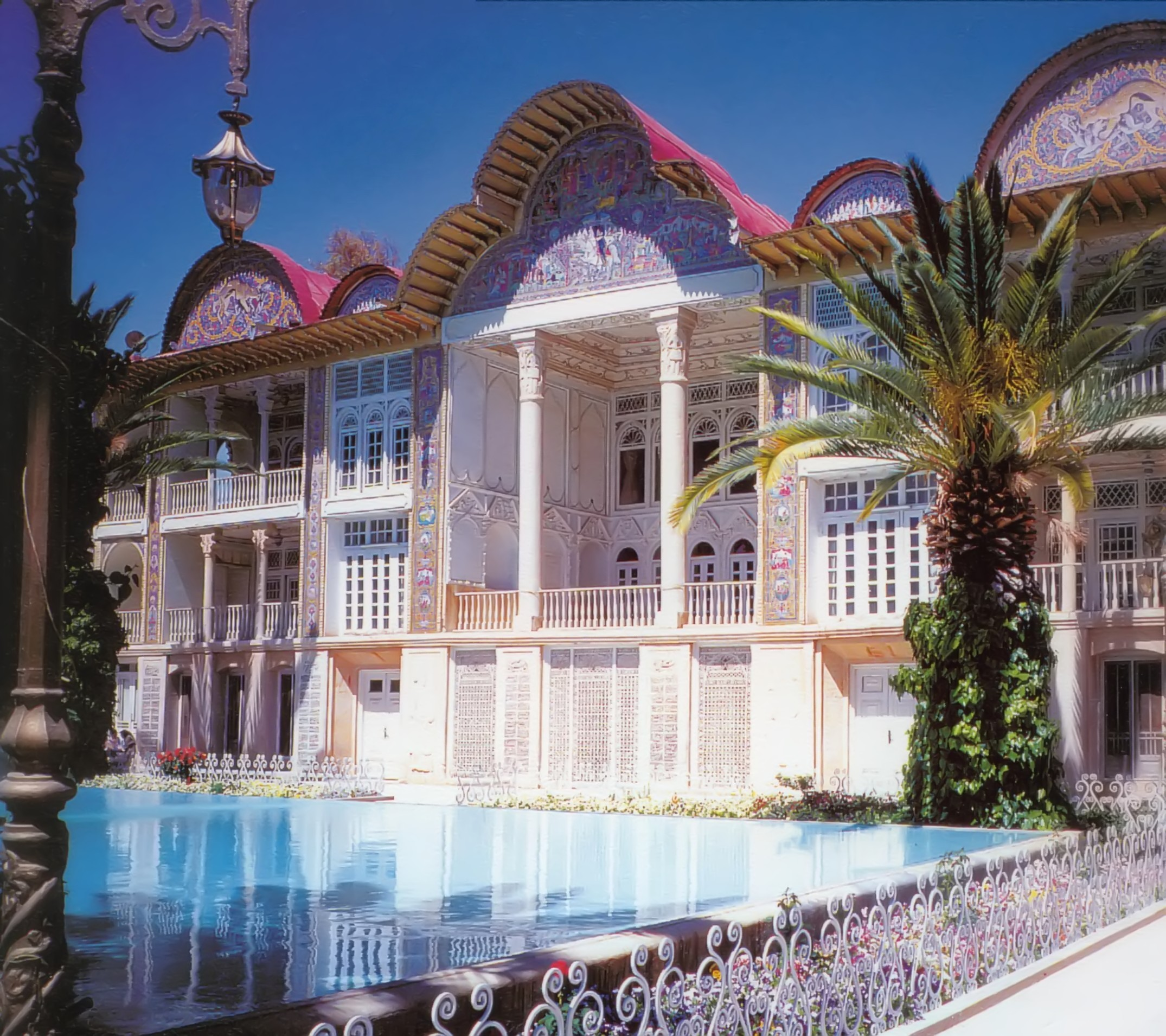
حديقة نارنجستان قوام in Eram Garden
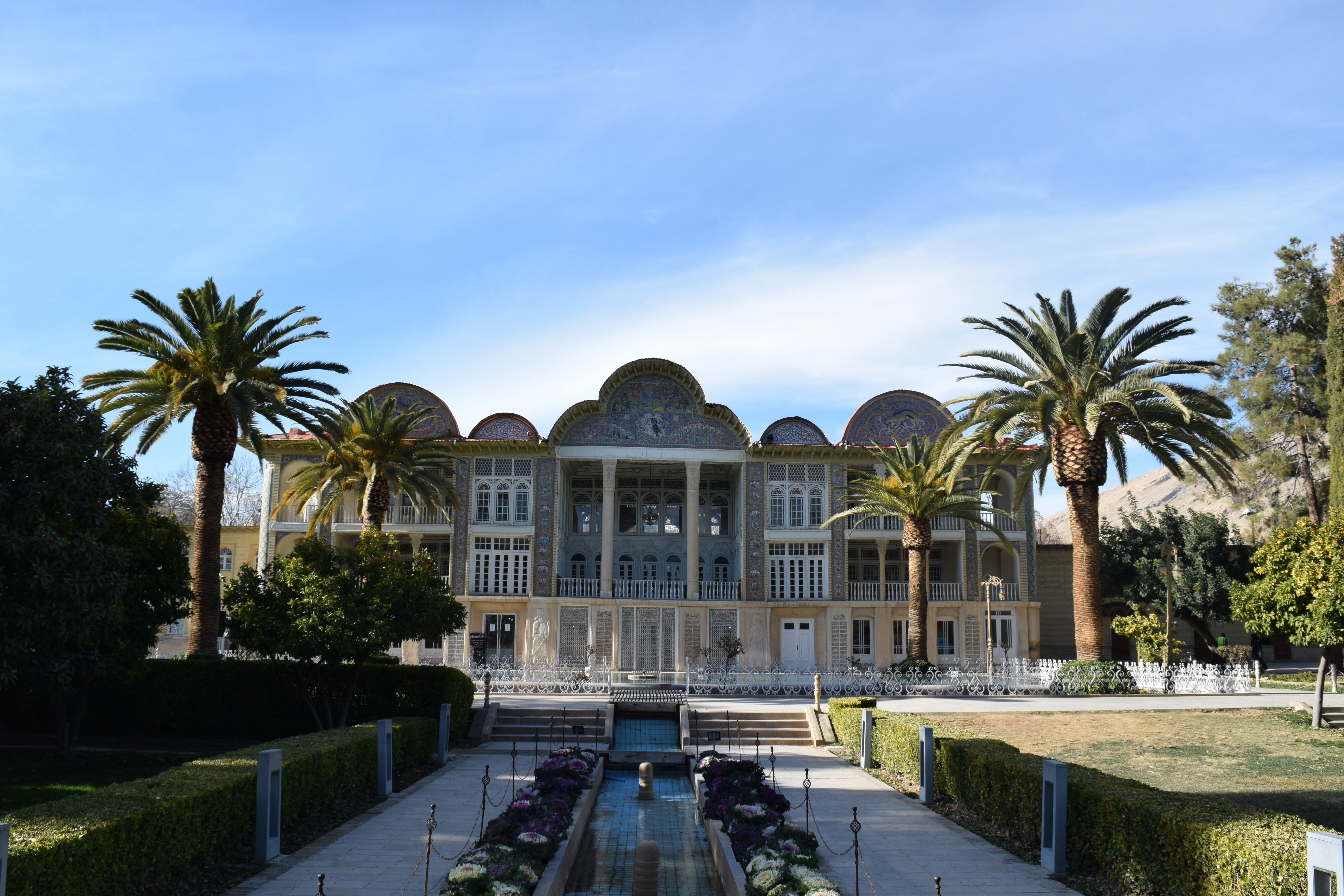
Wide view of the building
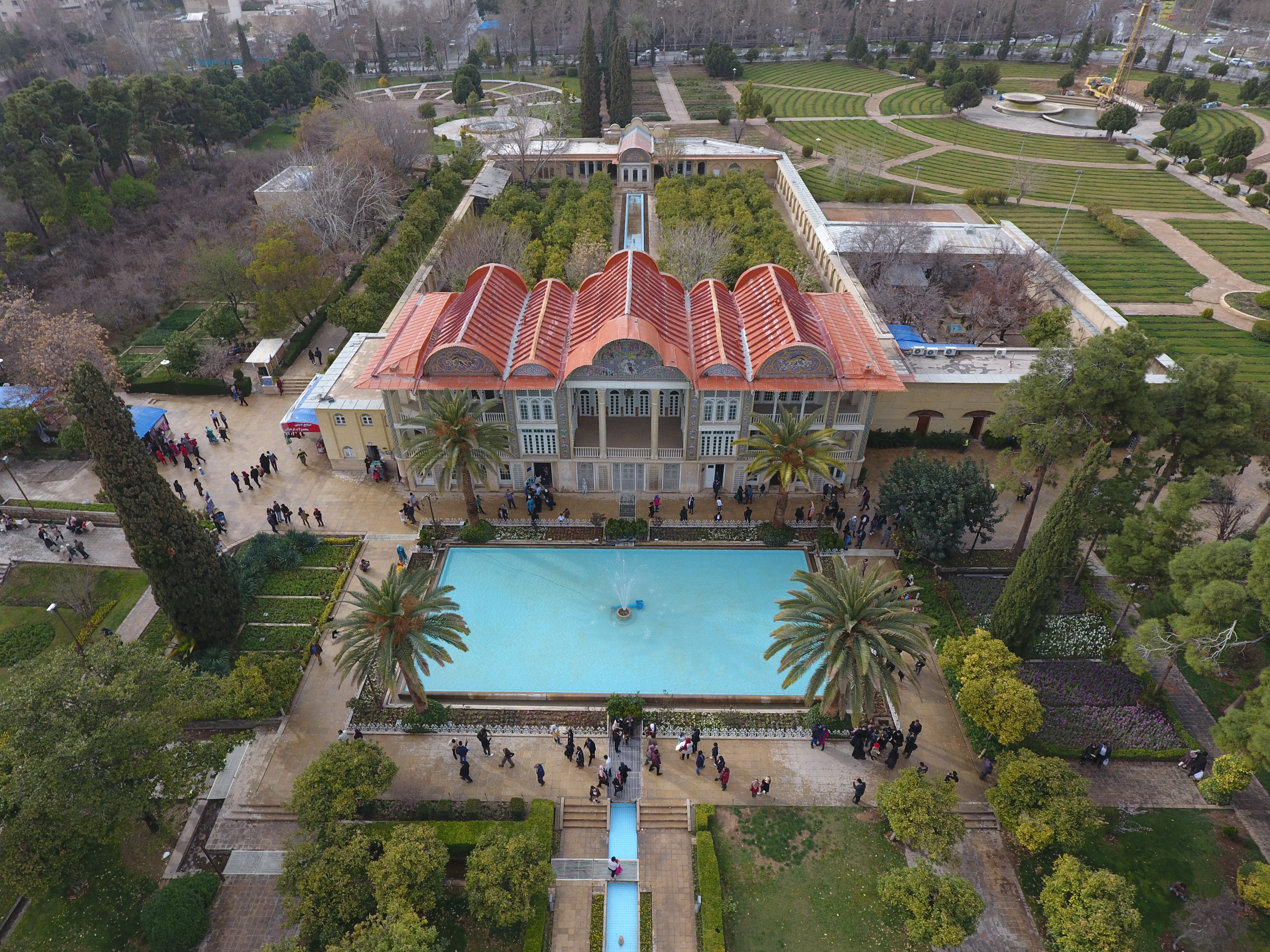
Aerial view of the building
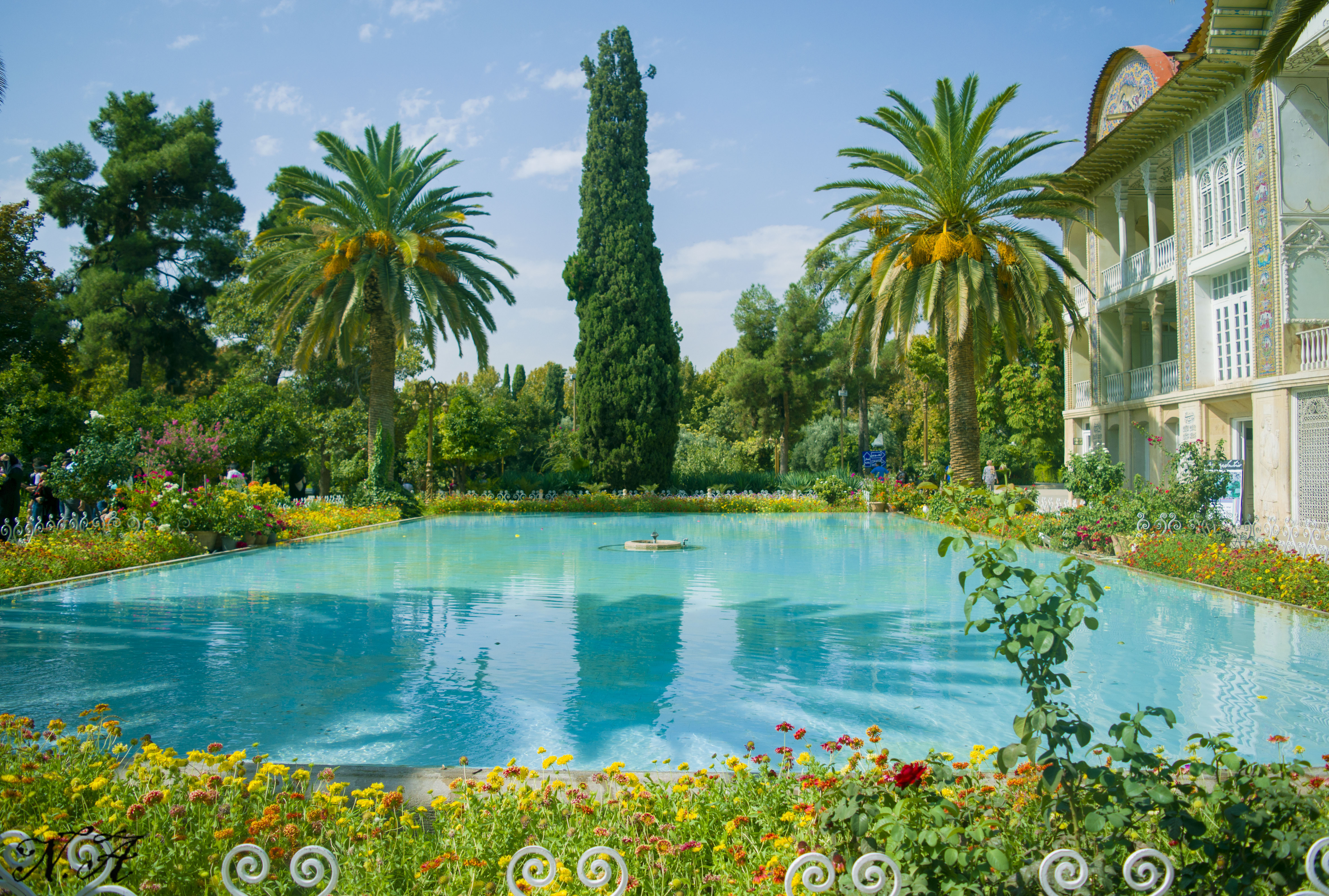
Ornamental pool of the Eram Garden
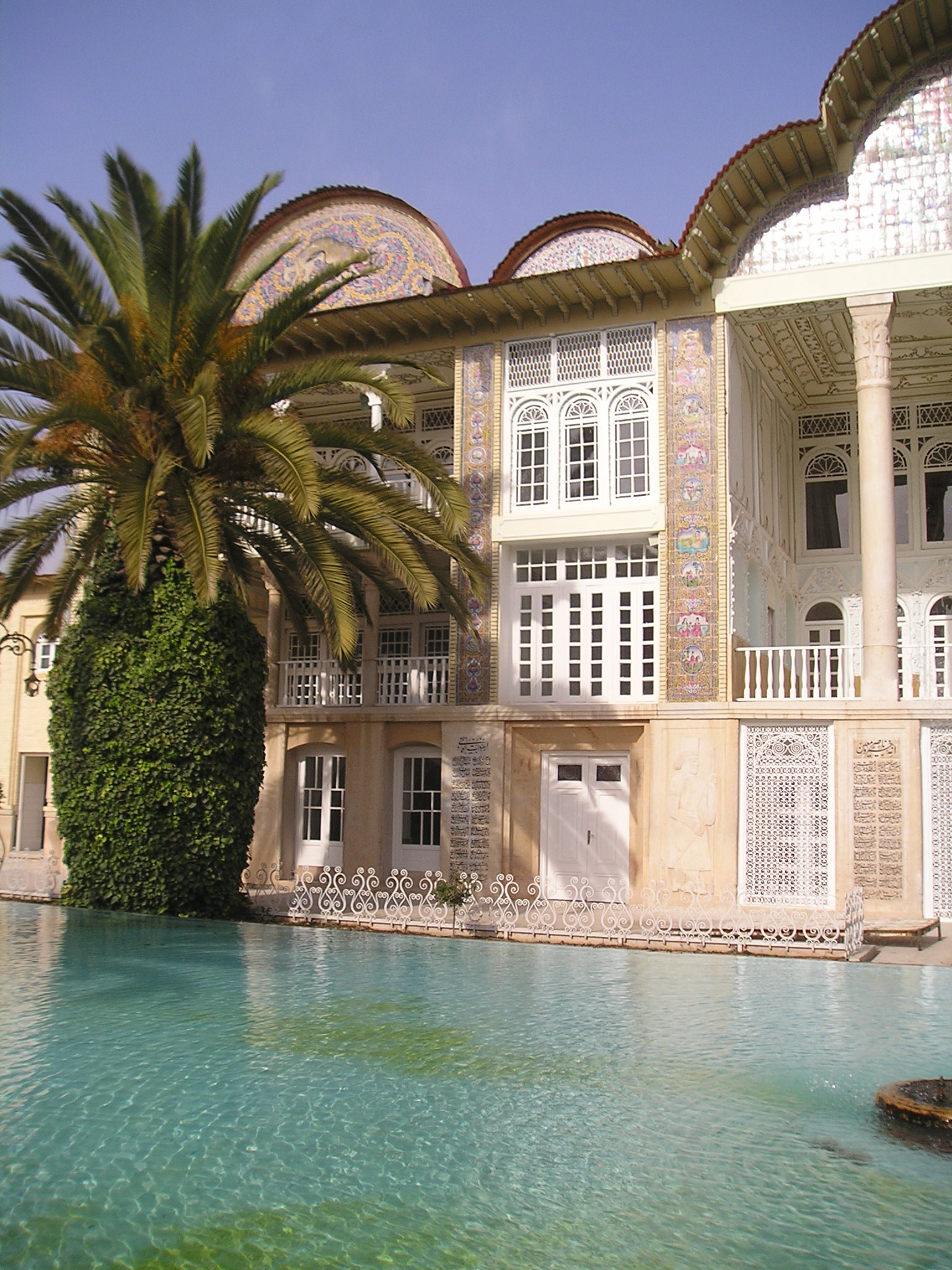
Ornamental pool and نخلة التمر at Eram Garden